# Placopsilinidae
Placopsilinidae es una familia de foraminíferos bentónicos de la superfamilia Lituoloidea, del suborden Lituolina y del orden Lituolida. Su rango cronoestratigráfico abarca desde el Jurásico hasta la actualidad.

## Discusión
Clasificaciones previas incluían Placopsilinidae en el suborden Textulariina, en el orden Textulariida, o en el orden Lituolida sin diferenciar el suborden Lituolina.

## Clasificación
Placopsilinidae incluye a las siguientes subfamilias y géneros:
- Subfamilia Placopsilininae
  - Acruliammina †
  - Ammocibicides
  - Ammocibicoides
  - Lapillincola
  - Placopsilina
  - Subbdelloidina †
- Subfamilia Flatschkofeliinae
  - Flatschkofelia †
- Subfamilia Adhaerentiinae
  - Adhaerentia †

Otro género considerado en Placopsilinidae es:
- Eoplacopsilina † de la subfamilia Placopsilininae, aceptado como Subbdelloidina